# 革新自由联合
革新自由联合（日语：／ Kakushinjiyūrengō）是指在1977年第11届参议院议员通常选举之前，由永六辅、田原总一朗等非自民、护宪的“革新”知识分子、文化人、艺人所组成的政党。简称“革自联”（日语：／ Kakujiren）。与其他市民型组织相比，其意识形态色彩淡薄，在自治团体首长选举中，与日本共产党一起推荐市民派候选人的例子有很多。

## 概述
党代表为中山千夏。在1977年的第11届参议院议员选举中，虽然拥立了铃木武树、俵萌子、马场光一等人，但当选者只有横山敲门。1980年的第12届参议院议员通常选举中只有中山千夏当选，党势并没有进一步增长。没有参加选举的相关人员有田原总一朗等。在地方选举中，东京都议会议员选举等拥立了候选人，但未能有人当选。
中山千夏当选后，与社会党都本部推荐当选的原东京都知事美浓部亮吉、原大津市市长山田耕三郎（后为联合参议院代表）一起组成院内会派“一之会”，就任代表。也有探询对第二院俱乐部的吸收合并，当初因为与青岛幸男等人的对立而遭拒绝，但后来结成统一会派「无党派俱乐部」（代表为美浓部）。
在废除全国区制，并采用严格拘留名册式比例代表制的1983年第13届参议院议员通常选举之前，在围绕路线和名册顺序问题上，产生了对立（主要原因是中山当选后与其盟友矢崎泰久之间约定的“让他在1983年参议院选举中当选”，并以这样的约定为挡箭牌，强硬地主张除了他的名册第1位以外，其他均不能被承认），因此，青岛幸男，横山敲门，八代英太纷纷脱离，甚至为双方的和解费尽苦心的秦丰都认为双方是不能和解了，也选择了脱离，事实上已经“空中分解”了（不过“无党派俱乐部”本身仍继续存在）。因此，作为比例代表选举的名册团体，结成了无党派市民联合。虽然让永六辅、矢崎泰久、岩城宏之、长谷川清志等人重新战斗，但也以无党派市民联合未能取得议席而告终。之后，分歧再次浮出水面，并于1983年9月17解散。
另外，青岛幸男重组了名册团体第二院俱乐部，八代英太组成了福祉党。八代在选举中以比例名册第一位当选。第二院俱乐部让野坂昭如以名册第一位当选。横山敲门则在民社党推荐下参加了大阪府选举区的竞选，并成功当选了（非改选的秦丰也转会到了民社党）。
山本七平在其著作《人望的研究》（祥传社）中就“空中分解”的经过进行了详细的介绍，其中他说：“这些人都是参议院选举的高得票者，所以大家都有‘人气’，但当中似乎没有一个人拥有能够统一党的‘人望’”。

## 选举

### 参议院选举
| 选举年 | 领导人   | 席位    | 席位     | 地方区  | 地方区 | 全国区    | 全国区 | 地位   |
| 选举年 | 领导人   | 全部    | 改选赢得 | 票数    | %      | 票数      | %      | 地位   |
| ------ | -------- | ------- | -------- | ------- | ------ | --------- | ------ | ------ |
| 1977   | 中山千夏 | 1 / 249 | 1 / 126  | 475,560 | 0.9    | 1,381,700 | 2.7    | 反对党 |
| 1980   | 中山千夏 | 2 / 250 | 1 / 126  |         |        | 1,619,629 | 2.9    | 反对党 |

## 主要成员
- 爱川钦也（日语：愛川欽也）
- 青岛幸男[11]
- 五木寬之
- 色川武大（日语：色川武大）
- 岩城宏之（日语：岩城宏之）
- 宇都宫德马
- 永六辅
- 大岛渚[11]
- 大桥巨泉（日语：大橋巨泉）[11]
- 加藤登紀子[11]
- 小室等（日语：小室等）
- 铃木武树（日语：鈴木武樹）
- 妹尾河童
- 田原总一朗[11]
- 俵萌子（日语：俵萌子）
- 手塚治虫[11]
- 中山千夏（日语：中山千夏）[11]
- 野坂昭如[11]
- 长谷川清志（日语：長谷川きよし）
- 花柳幻舟（日语：花柳幻舟）
- 马场光一（日语：ばばこういち）
- 美轮明宏
- 矢崎泰久（日语：矢崎泰久）
- 八代英太（日语：八代英太）
- 横山敲门（日语：横山ノック）

## 相关项目
- 革新自治体
- 艺人政治家（日语：タレント政治家）
- 无党派之会（日语：無所属の会）
- 革新政党